# Liboc
Liboc (německy Libotz) je městská čtvrť a katastrální území Prahy nedaleko od krajinné oblasti Divoká Šárka a obory Hvězda.
Do jejího katastru patří stará část Dolní i Horní Liboce (Dolní Liboc byla samostatná obec, zatímco Horní Liboc - domy v Libocké ulici počínaje čp. 251 - patřila k Břevnovu), dále obora Hvězda, bývalé polní tratě V zahradách a U křížku a západní část Divoké Šárky. Liboc je součástí městské části Praha 6.
Z Liboce je dobré dopravní spojení do centra města: 
Trolejbusem 59 a tramvajemi 20 a 26 z Divoké Šárky na zastávku metra A i vlakovou stanici Nádraží Veleslavín, tramvají 20 na Malou Stranu a Anděl (kde je přestup na metro B), tramvají 26 na Strossmayerovo náměstí (kde je přestup na metro C) a Hlavní nádraží a v neposlední řadě autobusem 191 na Petřiny (přestup na metro A), Vypich a Stadion Strahov. Do budoucna se plánuje vybudování vlakové zastávky v Liboci, která by měla být na trati Praha-Kladno, jenž Libocem již prochází.

## Historie

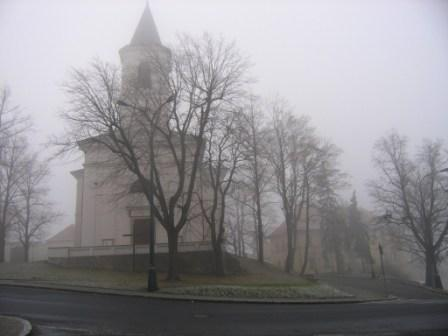
Kostel sv. Fabiána a Šebastiána, starosvětská atmosféra Liboce

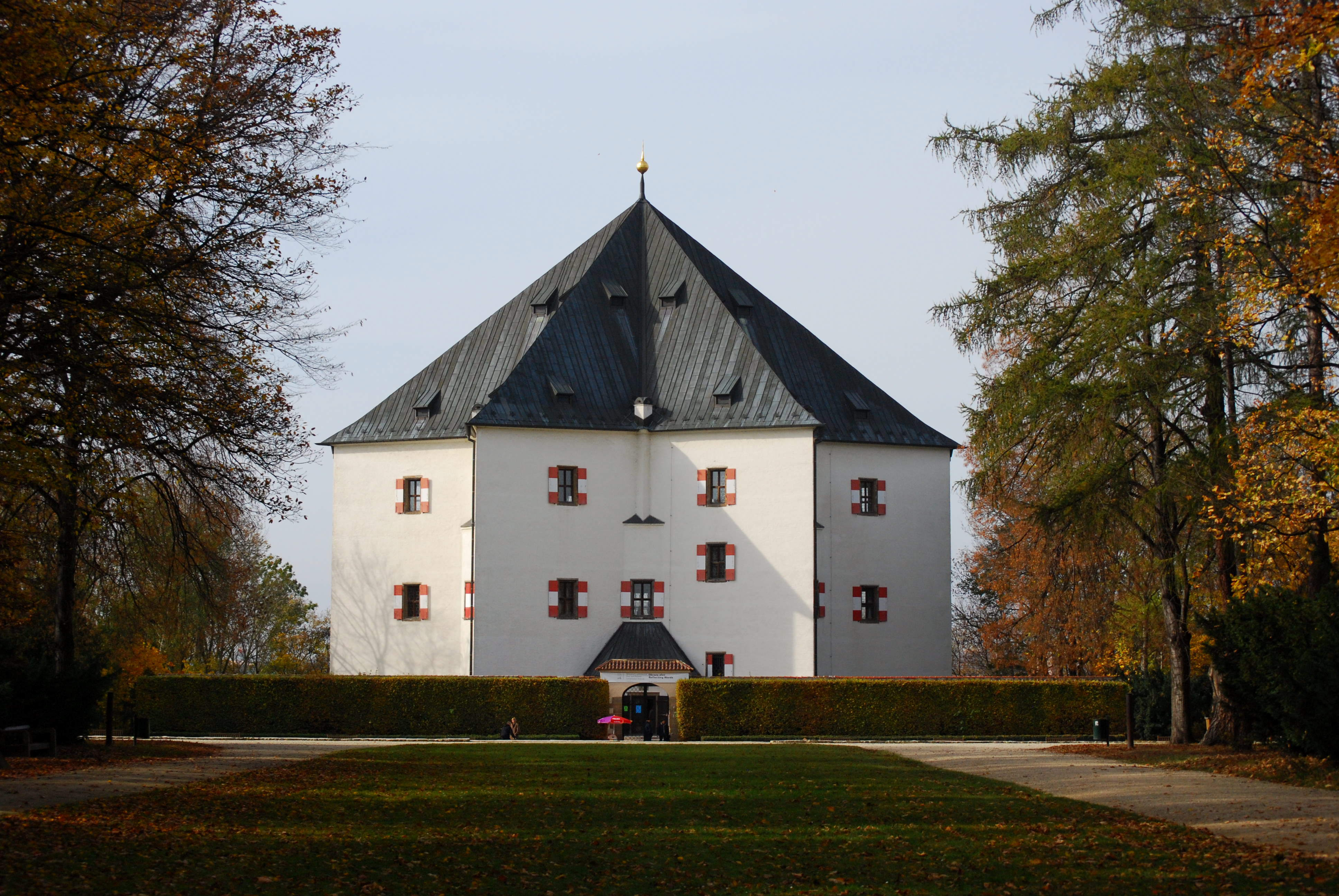
Královský letohrádek Hvězda

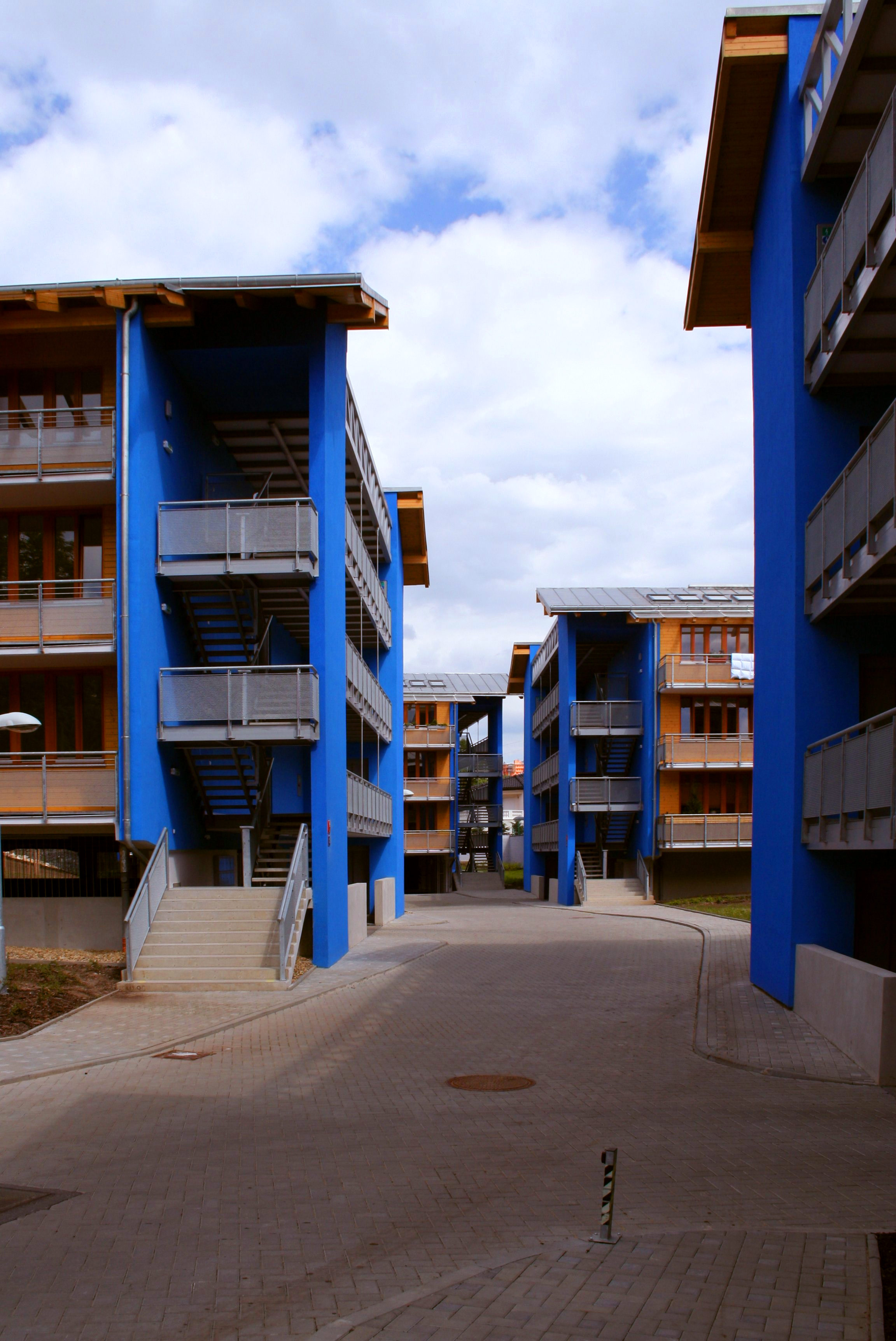
Nový obytný komplex se svým rázem značně liší od zbytku výstavby

První písemná zmínka o Liboci se nachází ve falzu zakládací listiny břevnovského kláštera z roku 993. Klášteru patřila ves až do husitských válek. Její obyvatelé nebyli povinni vykonávat žádné roboty. Po husitských válkách byla v majetku různých měšťanů ze Starého Města Pražského, posléze Nejvyššího pražského purkrabství. Po roce 1848 patří Liboc k okresu Smíchov. Od 19. století se zřetelně projevuje vliv Prahy, Liboc je oblíbeným výletním místem, vznikají zde i reprezentativní vily pražské honorace, obyvatelé nacházejí práci v malovýrobě.
Obcí procházela trať první koňské dráhy do Lán, přestavěné v 70. letech 19. století na parostrojní železnici (Buštěhradská dráha). Železniční zastávka byla zrušena roku 1984, v současnosti se uvažuje o její obnově v souvislosti s plány na modernizaci tratě.
Na začátku 20. století se začala rozšiřovat zástavba za železniční trať podél ulic Libocká a Špotzova. Roku 1922 byla obec Liboc připojena k Velké Praze a ztratila samosprávu. Nejprve patřila k Praze XVIII (spolu s Břevnovem a Střešovicemi), roku 1949 byla rozdělena mezi tehdejší Prahu 5 (Břevnov) a Prahu 6 (Dejvice). Od roku 1960 patří celá k obvodu Praha 6, jehož původní, jádrová část se stala městskou částí Praha 6. Ve všech těchto administrativních celcích představovala Liboc minimální, až nepatrnou část.
Ve 20. až 50. letech bylo zastavěno území mezi tratí a nynější Evropskou ulicí. Od sedmdesátých let 20. století až do dvacátých let postupně došlo k demolici některých tamějších statků, a dále i na severních parcelách při Libocké silnici. Na jejich místě vznikaly panelové domy, jež zasahují až ke hranici obory Hvězda. Po roce 1980 bylo budováno sídliště Na Dědině, jehož menší část se nachází na libockém katastrálním území. Nová výstavba se v první čtvrtině 21. století posunula na úkor starší zástavby (zejména na severozápadní straně Libocké ulice) i na dosud volné plochy.

## Pamětihodnosti
- Letohrádek Hvězda
- Kostel sv. Fabiána a Šebestiána
- Divoká Šárka
- Zeyerova vila
- Schubertova vila
- Libocký hřbitov
- Vodovodní štola Světluška